# Liste de films français sortis en 1938
Listes de films français
- 1934
- 1935
- 1936
- 1937
- 1938
- 1939
- 1940
- 1941
- 1942

Liste non exhaustive de films français sortis en 1938 :
| Titre                                   | Réalisateur                                       | Distribution                                               | Genre                                   | Notes  |
| --------------------------------------- | ------------------------------------------------- | ---------------------------------------------------------- | --------------------------------------- | ------ |
| Accord final                            | Ignacy Rosenkranz                                 | Jules Berry, Georges Rigaud Käthe von Nagy                 | Comédie                                 |        |
| L'Accroche-cœur                         | Pierre Caron                                      | Jacqueline Delubac, Henri Garat, Marguerite Moreno         | Comédie dramatique                      |        |
| Adrienne Lecouvreur                     | Marcel L'Herbier                                  | Yvonne Printemps, Junie Astor Pierre Fresnay               | Biographie, drame historique            |        |
| L'Affaire Lafarge                       | Pierre Chenal                                     | Pierre Renoir, Marcelle Chantal Raymond Rouleau            | Film dramatique                         |        |
| Alerte en Méditerranée                  | Léo Joannon                                       | Pierre Fresnay, Nadine Vogel, Rolf Wanka                   | Aventure                                |        |
| Alexis gentleman chauffeur              | Max de Vaucorbeil                                 | André Luguet, Marcel Simon, Suzy Prim                      | Comédie                                 |        |
| Altitude 3.200                          | Marie Epstein et Jean Benoît-Lévy                 | Bernard Blier, Blanchette Brunoy, Jean-Louis Barrault      | Aventure                                |        |
| L'Ange que j'ai vendu                   | Michel Bernheim                                   | Fernand Charpin, Paulette Dubost André Alerme              | Comédie                                 |        |
| L'Arabie interdite                      | René Clément                                      | -                                                          | Documentaire                            |        |
| Au soleil de Marseille                  | Pierre-Jean Ducis                                 | Henri Garat, Gorlett, Mireille Ponsard                     |                                         |        |
| L'Avion de minuit                       | Dimitri Kirsanoff                                 | Jules Berry, André Luguet Colette Darfeuil                 | Policier                                |        |
| Bar du sud                              | Henri Fescourt                                    | Charles Vanel, Tania Fédor Jean Galland                    | Film dramatique                         |        |
| Barnabé                                 | Alexandre Esway                                   | Fernandel, Marguerite Moreno, Andrex                       | Comédie                                 |        |
| La Bâtarde                              | Jacques Daroy                                     | Jeanne Boitel, Pierre Larquey, Gina Manès                  |                                         |        |
| Les Bâtisseurs                          | Jean Epstein                                      |                                                            | Documentaire                            |        |
| Belle Étoile                            | Jacques de Baroncelli                             | Michel Simon, Meg Lemonnier Jean-Pierre Aumont             | Comédie dramatique                      |        |
| La Bête humaine                         | Jean Renoir                                       | Jean Gabin, Simone Simon Fernand Ledoux                    | Drame                                   |        |
| Ça... c'est du sport                    | René Pujol                                        | Pierre Larquey, Henri Garat Suzanne Dehelly                | Comédie                                 |        |
| Café de Paris                           | Georges Lacombe                                   | Véra Korène, Jules Berry Simone Berriau                    | film policier                           |        |
| Le Capitaine Benoît                     | Maurice de Canonge                                | Jean Murat, Mireille Balin Madeleine Robinson              | Action                                  |        |
| Carrefour                               | Curtis Bernhardt                                  | Charles Vanel, Jules Berry Suzy Prim                       | Comédie dramatique                      |        |
| Ceux de demain                          | Georges Pallu Adelqui Millar                      | Constant Rémy, Jeanne Boitel                               | Comédie dramatique                      |        |
| La Chaleur du sein                      | Jean Boyer                                        | Michel Simon, Arletty Marguerite Moreno                    | Comédie dramatique                      |        |
| Chéri-Bibi                              | Léon Mathot                                       | Pierre Fresnay, Jean-Pierre Aumont Suzet Maïs              | Drame                                   |        |
| Chipée                                  | Roger Goupillières                                | Victor Boucher, Andrée Guize Paul Demange                  | Comédie                                 |        |
| La Cité des lumières                    | Jean de Limur                                     | Camille Bert, Foun-Sen Christian-Gérard                    | Drame                                   |        |
| Clodoche                                | Raymond Lamy                                      | Florelle, Pierre Larquey                                   | Comédie                                 |        |
| Le Cœur ébloui                          | Jean Vallée                                       | Huguette Duflos, Max Dearly Catherine Fonteney             | Comédie                                 |        |
| Conflit                                 | Léonide Moguy                                     | Annie Ducaux, Armand Bernard Marguerite Pierry             | Drame                                   |        |
| Les Deux combinards                     | Jacques Houssin                                   | Georges Milton, Jules Berry                                | Comédie                                 |        |
| Les Disparus de Saint-Agil              | Christian-Jaque                                   | Michel Simon, Armand Bernard Erich von Stroheim            | Comédie dramatique                      |        |
| Le Dompteur                             | Pierre Colombier                                  | Dorville, Saturnin Fabre, Jean-Pierre Kérien               | Comédie                                 |        |
| Le Drame de Shanghaï                    | Georg Wilhelm Pabst                               | Raymond Rouleau, Louis Jouvet Christl Mardayn              | Aventure                                |        |
| Durand bijoutier                        | Jean Stelli                                       | Jacques Baumer, Blanche Montel Jean Wall                   | Comédie                                 |        |
| Éducation de prince                     | Alexandre Esway                                   | Louis Jouvet, Elvire Popesco Josette Day                   | Comédie                                 |        |
| Entrée des artistes                     | Marc Allégret                                     | Louis Jouvet, Claude Dauphin Odette Joyeux                 | Comédie dramatique                      |        |
| Ernest le rebelle                       | Christian-Jaque                                   | Fernandel, Pierre Alcover Robert Le Vigan                  | Comédie Aventure                        |        |
| L'Escadrille de la chance               | Max de Vaucorbeil                                 | Michel André, Jaque Catelain, Alexandre Arnaudy            | Comédie                                 |        |
| Êtes-vous jalouse ?                     | Henri Chomette                                    | Suzy Prim, André Luguet, Gabrielle Dorziat                 | Comédie                                 |        |
| L'Étrange Monsieur Victor               | Jean Grémillon                                    | Raimu, Madeleine Renaud Pierre Blanchar                    | Drame                                   |        |
| La Femme du boulanger                   | Marcel Pagnol                                     | Raimu, Ginette Leclerc Charles Moulin                      | Mélodrame                               |        |
| La Femme du bout du monde               | Jean Epstein                                      | Charles Vanel, Germaine Rouer Jean-Pierre Aumont           | Drame                                   |        |
| Les Femmes collantes                    | Pierre Caron                                      | Josseline Gaël, Betty Stockfeld Henri Garat                | Comédie                                 |        |
| Les Filles du Rhône                     | Jean-Paul Paulin                                  | Annie Ducaux, Daniel Lecourtois Alexandre Rignault         | Film dramatique                         |        |
| Firmin, le muet de Saint-Pataclet       | Jacques Séverac                                   | Antonin Berval, Edouard Delmont Colette Darfeuil           | Comédie dramatique                      |        |
| Les Gaietés de l'exposition             | Ernest Hajos                                      | Frédéric Duvallès, Jacqueline Pacaud, Julien Carette       | Comédie                                 |        |
| Gargousse                               | Henry Wulschleger                                 | Bach, Saturnin Fabre, Jeanne Fusier-Gir                    | Comédie                                 |        |
| Les Gens du voyage                      | Jacques Feyder et Jacques Viot                    | Françoise Rosay, André Brulé, Marie Glory                  | Drame                                   |        |
| Gibraltar                               | Fedor Ozep                                        | Roger Duchesne, Viviane Romance, Erich von Stroheim        | Drame                                   |        |
| La Glu                                  | Jean Choux                                        | Marie Bell, André Lefaur, Gilbert Gil                      | Drame                                   |        |
| Gosse de riche                          | Maurice de Canonge                                | Pierre Brasseur, Raymond Aimos, Madeleine Robinson         |                                         |        |
| La Goualeuse                            | Fernand Rivers                                    | Lys Gauty, Constant Rémy, Jean Martinelli                  | Drame                                   |        |
| La Grande Chartreuse                    | René Clément                                      | -                                                          | Documentaire                            |        |
| Grisou                                  | Maurice de Canonge                                | Odette Joyeux, Pierre Brasseur, Madeleine Robinson         | Drame                                   |        |
| Hercule                                 | Carlo Rim Alexandre Esway                         | Fernandel, Gaby Morlay Jules Berry                         | Comédie                                 |        |
| L'Héritage d'Onésime                    | André Hugon                                       | Max Régnier                                                | Court métrage                           |        |
| Le Héros de la Marne                    | André Hugon                                       | Raimu, Bernard Lancret, Germaine Dermoz                    | Drame, guerre                           |        |
| Hôtel du Nord                           | Marcel Carné                                      | Annabella, Arletty Louis Jouvet                            | Comédie dramatique                      |        |
| L'Innocent                              | Maurice Cammage                                   | Noël-Noël, Henri Nassiet Madeleine Robinson                |                                         |        |
| J'accuse                                | Abel Gance                                        | Victor Francen, Line Noro                                  | Horreur                                 |        |
| Je chante                               | Christian Stengel                                 | Charles Trenet, Félix Oudart Jean Tissier                  | Film musical                            |        |
| Jeannette Bourgogne                     | Jean Gourguet                                     | Blanchette Brunoy                                          |                                         |        |
| J'étais une aventurière                 | Raymond Bernard                                   | Edwige Feuillère, Jean Murat Jean-Max                      | Comédie dramatique                      |        |
| Le Joueur d'échecs                      | Jean Dréville                                     | Françoise Rosay, Conrad Veidt Paul Cambo                   |                                         |        |
| Le Joueur                               | Louis Daquin et Gerhard Lamprecht                 | Viviane Romance, Berthe Bovy Pierre Blanchar               | Film dramatique                         |        |
| Katia                                   | Maurice Tourneur                                  | Danielle Darrieux, John Loder, Aimé Clariond               | Drame historique                        |        |
| Légions d'honneur                       | Maurice Gleize                                    | Marie Bell, Abel Jacquin, Pierre Renoir                    | Drame                                   |        |
| Lumières de Paris                       | Richard Pottier                                   | Tino Rossi, Michèle Alfa, Marie Bizet                      | Comédie dramatique                      |        |
| Ma sœur de lait                         | Jean Boyer                                        | Lucien Baroux, Henry Garat Meg Lemonnier                   | Comédie                                 |        |
| La Maison du Maltais                    | Pierre Chenal                                     | Louis Jouvet, Jany Holt, Viviane Romance                   | Comédie dramatique                      |        |
| Marius et Olive à Paris                 | Jean Epstein                                      | Barencey, René Sarvil                                      | Comédie                                 |        |
| La Marseillaise                         | Jean Renoir                                       | Louis Jouvet, Pierre Renoir, Lise Delamare                 | Drame                                   |        |
| Le Messager de la lumière               | Paul Grimault                                     | -                                                          | Court métrage d'anim. Film publicitaire | 2 min  |
| Les Métallos                            | Jacques Lemare                                    | -                                                          | Documentaire                            | 38 min |
| Mirages                                 | Alexandre Ryder                                   | Arletty, Jeanne Aubert,Michel Simon                        | Drame                                   |        |
| Mollenard                               | Robert Siodmak                                    | Harry Baur, Gabrielle Dorziat, Pierre Renoir               | Film dramatique                         |        |
| Mon curé chez les riches                | Jean Boyer                                        | Bach, Elvire Popesco, Paul Cambo                           | Comédie                                 |        |
| Monsieur Breloque a disparu             | Robert Péguy                                      | Lucien Baroux, Marcel Simon, Junie Astor                   | Comédie                                 |        |
| Monsieur Coccinelle                     | D. Bernard-Deschamps                              | Pierre Larquey, Jane Lory, Jeanne Provost                  | Comédie                                 |        |
| Le Monsieur de cinq heures              | Pierre Caron                                      | André Lefaur, Meg Lemonnier, Armand Bernard                | Comédie                                 |        |
| Le Mystère du 421                       | Léopold Simons                                    | Léopold Simons, Line DarielAndré Duhamel                   | Comédie policière                       |        |
| Neuf de trèfle                          | Lucien Mayrargue                                  | Albert Préjean, Frédéric Duvallès                          | Comédie                                 |        |
| Nostalgie                               | Victor Tourjansky                                 | Harry Baur, Janine Crispin, George Rigaud                  | Comédie dramatique                      |        |
| Les Nouveaux Riches                     | André Berthomieu                                  | Raimu, Michel Simon, Betty Stockfeld                       | Comédie                                 |        |
| Les Nuits blanches de Saint-Pétersbourg | Jean Dréville                                     | Gaby Morlay, Jean Yonnel, Jacques Erwin                    | Drame                                   |        |
| Nuits de princes                        | Vladimir Strizhevsky                              | Käthe von Nagy, Jean Murat                                 |                                         |        |
| L'Occident                              | Henri Fescourt                                    | Rama-Tahé, Charles Vanel, José Noguero                     | Drame                                   |        |
| Orage                                   | Marc Allégret                                     | Charles Boyer, Michèle Morgan, Lisette Lanvin              | Comédie dramatique                      |        |
| Paix sur le Rhin                        | Jean Choux                                        | John Loder, Dita Parlo, Françoise Rosay                    | Comédie dramatique                      |        |
| Le Paradis de Satan                     | Félix Gandéra                                     | Jean-Pierre Aumont, Jany Holt, Pierre Renoir               | Drame                                   |        |
| Le Patriote                             | Maurice Tourneur                                  | Harry Baur, Pierre Renoir, Suzy Prim                       | Drame historique                        |        |
| Le Petit Chose                          | Maurice Cloche                                    | Robert Lynen, Arletty, Janine Darcey                       | Drame                                   |        |
| Les Pirates du rail                     | Christian-Jaque                                   | Charles Vanel, Doumel, Erich von Stroheim                  | Drame                                   |        |
| La Piste du sud                         | Pierre Billon                                     | Ketti Gallian, Albert Préjean, Pierre Renoir               | Aventure                                |        |
| Le Plus Beau Gosse de France            | René Pujol                                        | Georges Biscot,Josseline Gaël Pauline Carton               | Comédie                                 |        |
| La Plus Belle Fille du monde            | Dimitri Kirsanoff                                 | Véra Flory, Georges Rollin, Nino Constantini               |                                         |        |
| La Présidente                           | Fernand Rivers                                    | Elvire Popesco, André Lefaur, Henri Garat                  | Comédie                                 |        |
| Prince de mon cœur                      | Jacques Daniel-Norman                             | Reda Caire, Claude May Pierre Larquey                      |                                         |        |
| Prison sans barreaux                    | Léonide Moguy                                     | Annie Ducaux, Roger Duchesne, Corinne Luchaire             | Comédie dramatique                      |        |
| Prisons de femmes                       | Roger Richebé                                     | Francis Carco, Jean Worms, Georges Flamant                 | Drame                                   |        |
| Le Puritain                             | Jeff Musso                                        | Viviane Romance, Pierre Fresnay, Jean-Louis Barrault       | Drame                                   |        |
| Quadrille                               | Sacha Guitry                                      | Sacha Guitry, Gaby Morlay, Jacqueline Delubac              | Comédie, romance                        |        |
| Le Quai des brumes                      | Marcel Carné                                      | Jean Gabin, Michel Simon,Michèle Morgan                    | Drame                                   |        |
| Quand le cœur chante                    | Bernard Roland                                    | Charlotte Dauvia, Véra Flory, Claire Gérard                | Film musical                            |        |
| Quatre Heures du matin                  | Fernand Rivers                                    | Lucien Baroux, Lyne Clevers,André Lefaur                   | Tragi-comédie                           |        |
| Ramuntcho                               | René Barberis                                     | Louis Jouvet, Line Noro,Madeleine Ozeray                   | Comédie dramatique                      |        |
| Remontons les Champs-Élysées            | Sacha Guitry                                      | Sacha Guitry, Lucien Baroux,Jean Périer                    | Comédie                                 |        |
| Retour à l'aube                         | Henri Decoin                                      | Danielle Darrieux, Pierre Dux, Jacques Dumesnil            | Drame                                   |        |
| Le Révolté                              | Léon Mathot                                       | René Dary, Pierre Renoir,Aimé Clariond                     | Drame                                   |        |
| Les Rois de la flotte                   | René Pujol                                        | Tichadel, Marcel Rousseau, Germaine Roger                  | Comédie                                 |        |
| Le Roman de Werther                     | Max Ophüls                                        | Annie Vernay, Jean Galland Pierre Richard-Willm            | Drame                                   |        |
| La Route enchantée                      | Pierre Caron                                      | Charles Trenet, Julien Carette, Marguerite Moreno          | Comédie                                 |        |
| La Rue sans joie                        | André Hugon                                       | Albert Préjean, Dita Parlo,Marguerite Deval                | Drame                                   |        |
| Le Ruisseau                             | Maurice Lehmann Claude Autant-Lara                | Michel Simon, Paul Cambo,Françoise Rosay                   | Drame                                   |        |
| S.O.S. Sahara                           | Jacques de Baroncelli                             | Charles Vanel, Marta Labarr, Jean-Pierre Aumont            | Drame                                   |        |
| Le Schpountz                            | Marcel Pagnol                                     | Fernandel, Orane Demazis,Léon Belières                     | Comédie                                 |        |
| Si tu reviens                           | J. Daniel-Norman                                  | Reda Caire, Jean Dunot,Nicole Vattier                      | Comédie                                 |        |
| Sommes-nous défendus ?                  | Jean Loubignac                                    | Raymond Aimos, René Génin, René Lefèvre                    | Documentaire                            |        |
| Sur les routes d'acier                  | Boris Peskine                                     |                                                            | Documentaire                            | 38 min |
| Tamara la complaisante                  | Jean Delannoy et Félix Gandéra                    | Véra Korène, Victor Francen,Lucas Gridoux                  |                                         |        |
| Tarakanowa                              | Fédor Ozep                                        | Annie Vernay, Suzy Prim,Pierre Richard-Willm               | Drame                                   |        |
| Tempête sur l'Asie                      | Richard Oswald                                    | Conrad Veidt, Sessue Hayakawa,Madeleine Robinson           | Drame                                   |        |
| Le Temps des cerises                    | J-P Le Chanois                                    | Gaston Modot, Jean Dasté, Svetlana Pitoëff                 | Film politique                          |        |
| Titin des Martigues                     | René Pujol                                        | Alibert, Pierre Larquey,Paulette Dubost                    | Film musicalComédie                     |        |
| Le Tombeau hindou                       | Richard Eichberg                                  | Alice Field, Roger Karl                                    | drame                                   |        |
| La Tragédie impériale                   | Marcel L'Herbier                                  | Harry Baur, Marcelle Chantal,Pierre Richard-Willm          | Drame historique                        |        |
| Le Train pour Venise                    | André Berthomieu                                  | Victor Boucher, Max Dearly, Henri de Livry                 | Comédie                                 |        |
| Le Triage                               | René Clément                                      | -                                                          | Documentaire                            |        |
| Tricoche et Cacolet                     | Pierre Colombier                                  | Fernandel, Frédéric Duvallès, Ginette Leclerc              | Comédie                                 |        |
| Trois Artilleurs à l'opéra              | André Chotin                                      | Pierre Larquey, Roland Toutain,Paul Azaïs                  |                                         |        |
| Trois Artilleurs en vadrouille          | René Pujol                                        | Pierre Larquey, Roland Toutain,Paul Azaïs, Gisèle Préville | Comédie                                 |        |
| Trois dans un moulin                    | Pierre Weill                                      | Paul Azaïs, Colette Darfeuil Nino Constantini              | Comédie                                 |        |
| Trois Valses                            | Ludwig Berger                                     | Yvonne Printemps, Pierre Fresnay,Henri Guisol              | Comédie Film musical                    |        |
| Ultimatum                               | Robert Wiene l'a débuté,Robert Siodmak l'a achevé | Abel Jacquin, Bernard Lancret,Erich von Stroheim           | Espionnage                              |        |
| Un de la Canebière                      | René Pujol                                        | Henri Alibert, René SarvilRellys                           | Comédie musicale                        |        |
| Un fichu métier                         | Pierre-Jean Ducis                                 | Lucien Baroux, André Lefaur,André Alerme                   | Comédie                                 |        |
| Un meurtre a été commis                 | Claude Orval                                      | Florelle, Maurice Lagrenée, Pierre Stéphen                 | Policier                                |        |
| Un soir à Marseille                     | Maurice de Canonge                                | Antonin Berval,Fernand Charpin,Colette Darfeuil            | Film policier                           |        |
| Une de la cavalerie                     | Maurice Cammage                                   | Frédéric Duvallès, Suzanne Dehelly, Félix Oudart           | Comédie                                 |        |
| Une femme a menti                       | André Hugon                                       | André Bervil, René Dary                                    | Court métrage                           |        |
| Vacances payées                         | Maurice Cammage                                   | Frédéric Duvallès, Andrex,Christiane Delyne                | Comédie                                 |        |
| La Vie des artistes                     | Bernard Roland                                    | Henri Alibert, Grégoire Aslan,André Luguet                 | Documentaire                            |        |
| La Vierge folle                         | H. Diamant-Berger                                 | Victor Francen, Juliette FaberAnnie Ducaux                 | Comédie dramatique                      |        |
| Le Voleur de femmes                     | Abel Gance                                        | Jules Berry, Saturnin Fabre,Blanchette Brunoy              | Drame                                   |        |